# Хаханов Володимир Іванович
Володи́мир Іва́нович Хаха́нов (27 лютого 1953) — доктор технічних наук, професор кафедри автоматизації проектування обчислювальної техніки АПОТ Харківського національного університету радіоелектроніки (ХНУРЕ), IEEE Computer Society Senior and Golden Core Member, академік Академії наук прикладної радіоелектроніки.

## Життєпис
Народився 27 лютого 1953 року..
1978 рік Інженер-Системотехнік, Харківський інститут радіоелектроніки, спеціальність — автоматизовані системи керування. Тема дипломної роботи — Автоматична система контролю цифрових пристроїв.
1985 році здобув ступінь Кандидат технічних наук, у Харківському інституті радіоелектроніки, спеціальність — керування в технічних системах. Тема дисертації — «Моделі цифрових пристроїв і методи їхнього аналізу в автоматизованій системі діагностичного забезпечення».
1988 — Доцент кафедри обчислювальної техніки ХІРЕ.
1996 році здобув ступінь Доктор технічних наук, Харківський державний технічний університет радіоелектроніки, спеціальності: 05.13.08 — обчислювальні машини, системи й мережі, елементи й пристрої обчислювальної техніки й систем керування; 05.13.02 — математичне моделювання в наукових дослідженнях. Тема дисертації — Моделі цифрових і мікропроцесорних структур і методи їхнього аналізу в системі діагностичного обслуговування.
1997 — Професор кафедри автоматизації проектування обчислювальної техніки ХНУРЕ. Перебуваючи в резерві ректора з 2004 року, проходив стажування з управління університетом на курсах, організованих Міністерством освіти і науки, а також в університетах Швеції, Норвегії, Італії, Польщі, США та Франції.
2003—2016 — Декан факультету комп'ютерної інженерії й управління ХНУРЕ.
Учасник 37 цільових телевізійних програм за останні 10 років в Харкові (7 канал, ОТБ, Фаворит), Москві, Ленінграді, Єревані, Бухаресті, BBC (Велика Британія), Ростові-на-Дону, Севастополі, Сочі, Алушті, Одесі, присвячених результатам волонтерської, наукової та освітньої діяльності.
Володіє українською, російською, англійською та німецькою мовами.

## Навчальна робота

### Лекційні курси
- цифрові обчислювальні машини;
- логічне моделювання, діагностика ЕОМ і систем;
- електронні обчислювальні машини, спеціальні розділи математики;
- основи дискретної математики, сертифікація й верифікація комп'ютерних систем;
- тестування й оптимізація комп'ютерних систем і мереж;
- основи автоматизації проектування цифрових систем.

## Наукова робота

### Наукові інтереси
Комп'ютерна й програмна інженерія, аналіз кібернетичного простору й віртуальних комп'ютерів, технічна діагностика комп'ютерних систем і мереж, програмних і апаратних продуктів, мозкоподібні й квантові обчислювальні процеси.

### Наукові й технічні досягнення
- Автоматизовані системи логічного моделювання, генерації тестів, діагностування несправностей для цифрових пристроїв, систем і мікропроцесорних структур;
- двотактне кубічне вирахування, кубічна форма зображення графів, кубічні моделі цифрових пристроїв; синхронні й багатозначні методи й алгоритми моделювання справної поведінки;
- дедуктивний метод кубічного моделювання несправностей, дедуктивно-паралельний метод зворотного простежування дефектів, топологічний дедуктивно-паралельний метод зворотного простежування несправностей;
- кубічний метод генерації тестів, умовні й безумовні алгоритми діагностування дефектів у цифрових системах і мережах;
- моделі й методи тестування програмних і апаратних продуктів на основі механізму асерцій, спільної верифікації цифрових проектів;
- теорія й практика векторних асоціативних логічних обчислень для рішення завдань аналізу інформаційного простору за допомогою мультипроцесорних систем;
- моделі й методи квантових і мозкоподібних обчислювальних процесів.

### Підготовка кадрів
Науковий керівник 22-х кандидатів наук і 3-х докторів наук по спеціальностях: 05.13.12 — системи автоматизації проектних робіт, 05.13.05 — комп'ютерні системи й компоненти.
Доктори наук: Єлисєєв В. В., Чумаченко С. В., Литвинова Е. И. 
Кандидати наук: Монжаренко И. В., Ханько В. В., Ковальов Е. В., Масуд Мехеді, Хак Джахирул, Абу Занунех Халиль, Скворцова О. Б., Сисенко І. Ю., Бережна М. А., Колесников К. В., Єгоров А. А., Гузь О. А., Уади Гарибі, Хассан Ктейман, Каминська М. А., Каменюка E.A., Парфентій А. Н., Побеженко И. А., Зайченко С. А., Кристофер Нгене, Філіпенко И. А., Верб Тієкура.

### Публікації та патенти
510 публікацій, 14 книг (підручник, 5 посібників і 8 монографій), 3 винаходи. Серед них:
1. Хаханов В. И. Технічна діагностика цифрових і мікропроцесорних структур. Підручник. К.: ІЗМН. 1995. 252с.
2. Хаханов В. И. Технічна діагностика елементів і вузлів персональних комп'ютерів. К.: ІЗМН. 1997. 308 с.
3. Проектування й діагностика комп'ютерних систем і мереж / Бондаренко М. Ф., Кривуля Г. Ф., Рябцев В. Г., Фрадков С. А., Хаханов В. И. Київ: НМЦ В, 2000. 306 с.
4. Семенец В. В., Хаханова І. В., Хаханов В. И. Проектування цифрових систем з використанням мови VHDL. Харків: ХНУРЕ, 2003. 492 с.
5. Хаханов В. И., Хаханова И. В. VHDL + Verilog = синтез за хвилини. — Харків: ХНУРЕ. — 2006. — 264 с.
6. Хаханов В. И., Литвинова Е. И., Хаханова И. В., Гузь О. А. Проектування й тестування цифрових систем на кристалах. Харків: ХНУРЕ.- 2009.- 484 с.
7. Verilog & System Verilog. Проектування й верифікація цифрових систем на кристалах / В. И. Хаханов, И. В. Хаханова, Е. И. Литвинова, О. А. Гузь. — Харків: ХНУРЭ. — 2010. — 526 с.
8. Бондаренко М. Ф., Хаханов В. И., Гузь О. А., Шабанов-Кушнаренко Ю. П. Інфраструктура мозкоподібних обчислювальних процесів. Харків: ХНУРЕ. 2010. 169 с.

## Суспільна й міжнародна діяльність
Відповідальний редактор журналів «Радіоелектроніка й інформатика» і «АСУ й прилади автоматики». Член двох спеціалізованих рад з захисту докторських дисертацій: системи автоматизації проектних робіт, комп'ютерні системи й компоненти. Голова міжнародного щорічного симпозіуму IEEE East-West Design & Test. Член редколегій 23-х міжнародних журналів, організаційних і програмних комітетів міжнародних конференцій. Член суспільства IEEE Computer Society з 2001 року. Науковий консультант корпорацій Aldec, USA, Echostar, USA, DataArt Lab, Kaspersky Lab. Керівник студентського наукового клубу Club Elite Teaching «Aldec». Член Міжнародного Комітету із присудженню Міжнародних премій світового визнання в області Global IT.

## Нагороди й премії
- Дипломант конкурсів «Найкращий учений Харківщини» 2000 і 2001 років;
- Диплом фірми Intel переможця конкурсу проектів в області Design Automation 2003 року;
- «Відмінник освіти України», 2005 рік, IEEE Recognition Award, 2005;
- IEEE Gerald W. Gordon Award, 2005;
- IEEE диплом — за організацію й проведінки міжнародних конференцій, 2005;
- IEEE Computer Society Golden Core Member, 2006 рік;
- Медаль Лауреата конкурсу «Харків'янин 2005 року»;
- Дипломи IEEE Computer Society за світове визнання 2006 і 2007 років;
- Диплом і нагородні годинники від Президента України 2006 року;
- Диплом переможця конкурсу «Харків — найкращі імена» у номінації «Найкращий декан», 2008 року;
- Нагорода «Computer Society Outstanding Contribution Award» від Президента Суспільства IEEE;
- Медаль «За наукові досягнення», 2009 року.

## Інші відомості
Захоплення: автоподорожі, баскетбол, волейбол, гірськолижний спорт, футбол, теніс, театр.